# Mówi
Mówi – pierwszy studyjny album polskiego rapera Małpy, będący jednocześnie jego drugim albumem solowym. Wydawnictwo ukazało się 5 lutego 2016 roku nakładem wytwórni Proximite.
W opcji preorderu album dostępny był w wydaniu rozszerzonym. W ramach promocji zostały zrealizowane teledyski do utworów „Naiwniak”, „Jedyna słuszna droga”, „Satelity”, „Po sygnale” i „Nie byłoby mnie”. Zrealizowano także teledyski do utworów „Podprogowy” i „Trzeci brzeg”, które znalazły się jedynie na rozszerzonej wersji albumu.
Nagrania dotarły do 1. miejsca zestawienia OLiS. 27 kwietnia 2016 roku album uzyskał status złotej, natomiast 21 listopada 2018 roku platynowej płyty.

## Lista utworów

### CD

#### Wydanie podstawowe
Opracowano na podstawie materiału źródłowego.
1. „808” (produkcja: The Returners) – 3:38
2. „Naiwniak” (produkcja: Donatan) – 3:41
3. „Miodu i mleka” (produkcja: Stona; scratche: DJ Funktion) – 3:30
4. „Parabole” (produkcja: Sherlock; trąbka: Jakub Kurek) – 3:53
5. „Lego” (produkcja: Stona) – 3:41
6. „Mołotow” (produkcja: Marcin GPD Jabłoński, Wojtek Piwowarczyk, Michał Zbąski; scratche: The Returners) – 4:20
7. „Jedyna słuszna droga” (gościnnie: Jinx; produkcja: Zetena) – 4:52
8. „Po sygnale” (gościnnie: Włodi; produkcja: Stona; scratche: The Returners) – 3:54
9. „Próby, błędy” (gościnnie: Gruby Mielzky; produkcja: The Returners) – 4:33
10. „Wysoki Sądzie” (produkcja: White House) – 4:05
11. „Satelity” (produkcja: The Returners) – 3:55
12. „CSS” (produkcja: The Returners) – 4:05
13. „Nie byłoby mnie” (produkcja: Sherlock) – 4:13

#### Wydanie rozszerzone
Opracowano na podstawie materiału źródłowego.
1. „808” (produkcja: The Returners) – 3:38
2. „Naiwniak” (produkcja: Donatan) – 3:41
3. „Miodu i mleka” (produkcja: Stona; scratche: DJ Funktion) – 3:30
4. „Parabole” (produkcja: Sherlock; trąbka: Jakub Kurek) – 3:53
5. „Lego” (produkcja: Stona) – 3:41
6. „Mołotow” (produkcja: Marcin GPD Jabłoński, Wojtek Piwowarczyk, Michał Zbąski; scratche: The Returners) – 4:20
7. „Jedyna słuszna droga” (gościnnie: Jinx; produkcja: Zetena) – 4:52
8. „Po sygnale” (gościnnie: Włodi; produkcja: Stona; scratche: The Returners) – 3:54
9. „Próby, błędy” (gościnnie: Gruby Mielzky; produkcja: The Returners) – 4:33
10. „Wysoki Sądzie” (produkcja: White House) – 4:05
11. „Satelity” (produkcja: The Returners) – 3:55
12. „CSS” (produkcja: The Returners) – 4:05
13. „Nie byłoby mnie” (produkcja: Sherlock) – 4:13
14. Bonus track: „Podprogowy” (produkcja: Steve Nash) – 7:42
  1. Hidden track: „Trzeci brzeg” (produkcja: Dope Loops Band)

### Winyl
Opracowano na podstawie materiału źródłowego.
LP 1

Strona A
1. „808” (produkcja: The Returners) – 3:38
2. „Naiwniak” (produkcja: Donatan) – 3:41
3. „Miodu i mleka” (produkcja: Stona; scratche: DJ Funktion) – 3:30

Strona B
1. „Parabole” (produkcja: Sherlock; trąbka: Jakub Kurek) – 3:53
2. „Lego” (produkcja: Stona) – 3:41
3. „Mołotow” (produkcja: Marcin GPD Jabłoński, Wojtek Piwowarczyk, Michał Zbąski; scratche: The Returners) – 4:20

LP 2

Strona C
1. „Jedyna słuszna droga” (gościnnie: Jinx; produkcja: Zetena) – 4:52
2. „Po sygnale” (gościnnie: Włodi; produkcja: Stona; scratche: The Returners) – 3:54
3. „Próby, błędy” (gościnnie: Gruby Mielzky; produkcja: The Returners) – 4:33

Strona D
1. „Wysoki Sądzie” (produkcja: White House) – 4:05
2. „Satelity” (produkcja: The Returners) – 3:55
3. „CSS” (produkcja: The Returners) – 4:05
4. „Nie byłoby mnie” (produkcja: Sherlock) – 4:13

## Nie mówi
Album dodawany w opcji preorderu jako dodatek do płyty Mówi. Zawiera wersje instrumentalne utworów.

### Lista utworów
Opracowano na podstawie materiału źródłowego.
1. Instrumental: „808” – 3:38
2. Instrumental: „Naiwniak” – 3:41
3. Instrumental: „Miodu i mleka” – 3:30
4. Instrumental: „Parabole” – 3:53
5. Instrumental: „Lego” – 3:41
6. Instrumental: „Mołotow” – 4:20
7. Instrumental: „Jedyna słuszna droga” – 4:52
8. Instrumental: „Po sygnale” – 3:54
9. Instrumental: „Próby, błędy” – 4:33
10. Instrumental: „Wysoki Sądzie” – 4:05
11. Instrumental: „Satelity” – 3:55
12. Instrumental: „CSS” – 4:05
13. Instrumental: „Nie byłoby mnie” – 4:13